# ماریاپان تانگاولو
ماریاپان تانگاولو (انگلیسی: Mariyappan Thangavelu؛ زادهٔ ۲۸ ژوئن ۱۹۹۵) ورزشکار دو و میدانی اهل هند است.
وی در مسابقات کشوری و بین‌المللی در مجموع برندهٔ ۱ مدال طلا شده‌است.